# Чорнобай Віктор Володимирович
Ві́ктор Володи́мирович Чорноба́й (20 липня 1983, м. Кремінна, Луганська область, Українська РСР — 20 липня 2017, м. Красногорівка, Мар'їнський район, Донецька область, Україна) — солдат Збройних сил України, учасник російсько-української війни.

## Біографія
Народився 1983 року в місті Кремінна на Луганщині. Закінчив Кремінську загальноосвітню школу № 1.
Під час російської збройної агресії проти України у лютому 2017 року вступив на військову службу за контрактом, брав участь в антитерористичній операції.
Солдат, водій протитанкового взводу 1-го механізованого батальйону 92-ї окремої механізованої бригади, військова частина А0501, с. Клугино-Башкирівка, Харківська область.
Загинув 20 липня 2017 року (у свій День народження) близько 4:45 від вогнепального поранення під час бойових дій на крайньому взводному опорному пункті (ВОП) № 9203 в районі міста Красногорівка, відбиваючи напад ДРГ противника. Встиг врятувати одного з бійців, закривши його собою. У тому ж бою загинули старший солдат Олександр Сень і солдат Олег Гавря.
Про обставини бою детально розповіли у Прес-центрі АТО: російсько-терористичні формування завдали удару по позиціях батальйону, розпочавши обстріл зі 120-мм мінометів і танків з боку окупованої Старомихайлівки. Українські бійці помітили ворожу ДРГ з 10—15 бойовиків і відкрили вогонь. У перші хвилини бойового зіткнення на крайньому ВОП двоє солдат дістали поранення, несумісні з життям. Одного бійця, контуженого, захопила ворожа ДРГ. У ході бою ліквідовано двох бойовиків, але захисникам опорного пункту довелось відступити на суміжну позицію. Під час переміщення вбили ще двох терористів. Згодом підійшло підкріплення, яке надійно закріпилося на позиціях, в ході бойових дій ще один боєць дістав поранення, несумісні з життям, поранень зазнали троє військовиків. Противник мусив відійти під прикриттям танків, мінометів та пересувних реактивних систем Град-П («Партизан»). Під час евакуації поранених противник обстрілював, близько 6:00 120-мм міна вибухнула поряд з групою евакуації, четверо українських військовослужбовців дістали контузії. Після спішного відходу бойовиків залишились три тіла, зброя, медичні матеріали російського виробництва, шеврони терористичних формувань «Оплот» і «Купол». Захопленого в полон старшого солдата Романа Савкова звільнили за обміном 24 січня 2018 року.
22 липня Віктора поховали на центральному кладовищі міста Кремінна.
Залишився брат Юрій.

## Нагороди та вшанування
- Указом Президента України від 11 жовтня 2017 року № 318/2017, за особисту мужність і самовіддані дії, виявлені у захисті державного суверенітету та територіальної цілісності України, зразкове виконання військового обов'язку, нагороджений орденом «За мужність» III ступеня (посмертно)[9].